# Томазини, Луиджи
Луиджи Томазини (итал. Luigi Tomasini, 22 июня 1741, Пезаро, Папская область — 25 апреля 1808, Айзенштадт, Австрийская империя) — итальянский скрипач и композитор при дворе князя Николая (Миклоша) Эстерхази.

## Биография
Томазини является представителем итальянской скрипичной школы Тартини и получил образование в Венеции. В возрасте шестнадцати лет был принят при дворе князя Павла II Эстерхази. При Йозефе Гайдне, с 1761 года был первым скрипачом придворной капеллы. Гайдн создал скрипичные соло в своих Симфониях № 6 («Утро»), № 7 («Полдень») и № 8 («Вечер») и два скрипичных концерта для своего талантливого друга. С 1802 Томазини работал руководителем княжеского камерного оркестра. При исполнении квартетов Гайдна в присутствии Вольфганга Моцарта Томазини играл партию первой скрипки, в то время как Моцарт исполнял партию альта, а Гайдн — виолончели.
Его сын, Алоис Томазини (1779—1858) учился у Гайдна, позднее стал концертмейстером Придворного театра в Нойштрелице, другой сын, Антон Томазини (1775—1824), руководил после отца княжеским оркестром.

## Произведения
- Симфонии
- Концерты для скрипки
- Около 30 скрипичных квартетов, в том числе 3 Квартета Op. 8 (1808) (6 утеряно)
- 24 трио для баритона, любимого инструмента князя Николая Эстерхази
- Сонаты для скрипки
- Скрипичные дуэты
- Трио для двух скрипок и виолончели